# Кив (Горња Марна)
Кив (фр. Cuves) насеље је и општина у североисточној Француској у региону Шампањ-Арден, у департману Горња Марна која припада префектури Шомон.
По подацима из 2011. године у општини је живело 23 становника, а густина насељености је износила 4,26 становника/km². Општина се простире на површини од 5,4 km². Налази се на средњој надморској висини од 346 метара.

## Демографија
| 1962. | 1968. | 1975. | 1982. | 1990. | 1999. | 2011. |
| ----- | ----- | ----- | ----- | ----- | ----- | ----- |
| 29    | 37    | 27    | 25    | 25    | 19    | 23    |

График промене броја становника у току последњих година